# Нітвельта-1 захист
За́хист Нітвельта-1 — в шаховій композиції захист чорної сторони від загрози, що створює варіанти гри. Суть захисту — в ідейних варіантах чорні зв'язують свої фігури, розраховуючи на наступне їх пряме розв'язування в грі, якщо білі спробують реалізувати загрозу.

## Історія
Ідею запропонував шаховий композитор з Бельгії Густав Нітвельт (30.11.1897 — 15.11.1961).
В задачі після першого ходу виникає загроза. Чорні захищаючись від цієї загрози зв'язують в ідейних варіантах свої фігури з розрахунком, що білі при реалізації загрози прямо розв'язуватимуть ці фігури і чорні зможуть захиститися. Але в тематичних варіантах виникають послаблення, що білі й використовують для оголошення інших матів.
Оскільки є ще інший задум Г. Нітвельта — захист Нітвельта-2, ідея дістала назву — захист Нітвельта-1. Цей задум дещо подібний до іншої ідеї — захист Шифмана-1, але там виникає загроза з непрямим розв'язуванням чорної фігури.
|   | a | b | c | d | e | f | g | h |   |
| 8 | b8 чорний кінь · d8 білий кінь · e8 біла тура · h7 білий слон · d6 білий пішак · g6 чорна тура · h6 чорний кінь · b5 чорний пішак · b4 чорний пішак · d4 чорний король · e4 білий пішак · f4 чорний слон · h4 біла тура · b3 білий пішак · d3 білий кінь · e3 чорний пішак · h3 білий ферзь · c2 білий король · f2 чорний пішак · h2 білий слон | b8 чорний кінь · d8 білий кінь · e8 біла тура · h7 білий слон · d6 білий пішак · g6 чорна тура · h6 чорний кінь · b5 чорний пішак · b4 чорний пішак · d4 чорний король · e4 білий пішак · f4 чорний слон · h4 біла тура · b3 білий пішак · d3 білий кінь · e3 чорний пішак · h3 білий ферзь · c2 білий король · f2 чорний пішак · h2 білий слон | b8 чорний кінь · d8 білий кінь · e8 біла тура · h7 білий слон · d6 білий пішак · g6 чорна тура · h6 чорний кінь · b5 чорний пішак · b4 чорний пішак · d4 чорний король · e4 білий пішак · f4 чорний слон · h4 біла тура · b3 білий пішак · d3 білий кінь · e3 чорний пішак · h3 білий ферзь · c2 білий король · f2 чорний пішак · h2 білий слон | b8 чорний кінь · d8 білий кінь · e8 біла тура · h7 білий слон · d6 білий пішак · g6 чорна тура · h6 чорний кінь · b5 чорний пішак · b4 чорний пішак · d4 чорний король · e4 білий пішак · f4 чорний слон · h4 біла тура · b3 білий пішак · d3 білий кінь · e3 чорний пішак · h3 білий ферзь · c2 білий король · f2 чорний пішак · h2 білий слон | b8 чорний кінь · d8 білий кінь · e8 біла тура · h7 білий слон · d6 білий пішак · g6 чорна тура · h6 чорний кінь · b5 чорний пішак · b4 чорний пішак · d4 чорний король · e4 білий пішак · f4 чорний слон · h4 біла тура · b3 білий пішак · d3 білий кінь · e3 чорний пішак · h3 білий ферзь · c2 білий король · f2 чорний пішак · h2 білий слон | b8 чорний кінь · d8 білий кінь · e8 біла тура · h7 білий слон · d6 білий пішак · g6 чорна тура · h6 чорний кінь · b5 чорний пішак · b4 чорний пішак · d4 чорний король · e4 білий пішак · f4 чорний слон · h4 біла тура · b3 білий пішак · d3 білий кінь · e3 чорний пішак · h3 білий ферзь · c2 білий король · f2 чорний пішак · h2 білий слон | b8 чорний кінь · d8 білий кінь · e8 біла тура · h7 білий слон · d6 білий пішак · g6 чорна тура · h6 чорний кінь · b5 чорний пішак · b4 чорний пішак · d4 чорний король · e4 білий пішак · f4 чорний слон · h4 біла тура · b3 білий пішак · d3 білий кінь · e3 чорний пішак · h3 білий ферзь · c2 білий король · f2 чорний пішак · h2 білий слон | b8 чорний кінь · d8 білий кінь · e8 біла тура · h7 білий слон · d6 білий пішак · g6 чорна тура · h6 чорний кінь · b5 чорний пішак · b4 чорний пішак · d4 чорний король · e4 білий пішак · f4 чорний слон · h4 біла тура · b3 білий пішак · d3 білий кінь · e3 чорний пішак · h3 білий ферзь · c2 білий король · f2 чорний пішак · h2 білий слон | 8 |
| 7 | b8 чорний кінь · d8 білий кінь · e8 біла тура · h7 білий слон · d6 білий пішак · g6 чорна тура · h6 чорний кінь · b5 чорний пішак · b4 чорний пішак · d4 чорний король · e4 білий пішак · f4 чорний слон · h4 біла тура · b3 білий пішак · d3 білий кінь · e3 чорний пішак · h3 білий ферзь · c2 білий король · f2 чорний пішак · h2 білий слон | b8 чорний кінь · d8 білий кінь · e8 біла тура · h7 білий слон · d6 білий пішак · g6 чорна тура · h6 чорний кінь · b5 чорний пішак · b4 чорний пішак · d4 чорний король · e4 білий пішак · f4 чорний слон · h4 біла тура · b3 білий пішак · d3 білий кінь · e3 чорний пішак · h3 білий ферзь · c2 білий король · f2 чорний пішак · h2 білий слон | b8 чорний кінь · d8 білий кінь · e8 біла тура · h7 білий слон · d6 білий пішак · g6 чорна тура · h6 чорний кінь · b5 чорний пішак · b4 чорний пішак · d4 чорний король · e4 білий пішак · f4 чорний слон · h4 біла тура · b3 білий пішак · d3 білий кінь · e3 чорний пішак · h3 білий ферзь · c2 білий король · f2 чорний пішак · h2 білий слон | b8 чорний кінь · d8 білий кінь · e8 біла тура · h7 білий слон · d6 білий пішак · g6 чорна тура · h6 чорний кінь · b5 чорний пішак · b4 чорний пішак · d4 чорний король · e4 білий пішак · f4 чорний слон · h4 біла тура · b3 білий пішак · d3 білий кінь · e3 чорний пішак · h3 білий ферзь · c2 білий король · f2 чорний пішак · h2 білий слон | b8 чорний кінь · d8 білий кінь · e8 біла тура · h7 білий слон · d6 білий пішак · g6 чорна тура · h6 чорний кінь · b5 чорний пішак · b4 чорний пішак · d4 чорний король · e4 білий пішак · f4 чорний слон · h4 біла тура · b3 білий пішак · d3 білий кінь · e3 чорний пішак · h3 білий ферзь · c2 білий король · f2 чорний пішак · h2 білий слон | b8 чорний кінь · d8 білий кінь · e8 біла тура · h7 білий слон · d6 білий пішак · g6 чорна тура · h6 чорний кінь · b5 чорний пішак · b4 чорний пішак · d4 чорний король · e4 білий пішак · f4 чорний слон · h4 біла тура · b3 білий пішак · d3 білий кінь · e3 чорний пішак · h3 білий ферзь · c2 білий король · f2 чорний пішак · h2 білий слон | b8 чорний кінь · d8 білий кінь · e8 біла тура · h7 білий слон · d6 білий пішак · g6 чорна тура · h6 чорний кінь · b5 чорний пішак · b4 чорний пішак · d4 чорний король · e4 білий пішак · f4 чорний слон · h4 біла тура · b3 білий пішак · d3 білий кінь · e3 чорний пішак · h3 білий ферзь · c2 білий король · f2 чорний пішак · h2 білий слон | b8 чорний кінь · d8 білий кінь · e8 біла тура · h7 білий слон · d6 білий пішак · g6 чорна тура · h6 чорний кінь · b5 чорний пішак · b4 чорний пішак · d4 чорний король · e4 білий пішак · f4 чорний слон · h4 біла тура · b3 білий пішак · d3 білий кінь · e3 чорний пішак · h3 білий ферзь · c2 білий король · f2 чорний пішак · h2 білий слон | 7 |
| 6 | b8 чорний кінь · d8 білий кінь · e8 біла тура · h7 білий слон · d6 білий пішак · g6 чорна тура · h6 чорний кінь · b5 чорний пішак · b4 чорний пішак · d4 чорний король · e4 білий пішак · f4 чорний слон · h4 біла тура · b3 білий пішак · d3 білий кінь · e3 чорний пішак · h3 білий ферзь · c2 білий король · f2 чорний пішак · h2 білий слон | b8 чорний кінь · d8 білий кінь · e8 біла тура · h7 білий слон · d6 білий пішак · g6 чорна тура · h6 чорний кінь · b5 чорний пішак · b4 чорний пішак · d4 чорний король · e4 білий пішак · f4 чорний слон · h4 біла тура · b3 білий пішак · d3 білий кінь · e3 чорний пішак · h3 білий ферзь · c2 білий король · f2 чорний пішак · h2 білий слон | b8 чорний кінь · d8 білий кінь · e8 біла тура · h7 білий слон · d6 білий пішак · g6 чорна тура · h6 чорний кінь · b5 чорний пішак · b4 чорний пішак · d4 чорний король · e4 білий пішак · f4 чорний слон · h4 біла тура · b3 білий пішак · d3 білий кінь · e3 чорний пішак · h3 білий ферзь · c2 білий король · f2 чорний пішак · h2 білий слон | b8 чорний кінь · d8 білий кінь · e8 біла тура · h7 білий слон · d6 білий пішак · g6 чорна тура · h6 чорний кінь · b5 чорний пішак · b4 чорний пішак · d4 чорний король · e4 білий пішак · f4 чорний слон · h4 біла тура · b3 білий пішак · d3 білий кінь · e3 чорний пішак · h3 білий ферзь · c2 білий король · f2 чорний пішак · h2 білий слон | b8 чорний кінь · d8 білий кінь · e8 біла тура · h7 білий слон · d6 білий пішак · g6 чорна тура · h6 чорний кінь · b5 чорний пішак · b4 чорний пішак · d4 чорний король · e4 білий пішак · f4 чорний слон · h4 біла тура · b3 білий пішак · d3 білий кінь · e3 чорний пішак · h3 білий ферзь · c2 білий король · f2 чорний пішак · h2 білий слон | b8 чорний кінь · d8 білий кінь · e8 біла тура · h7 білий слон · d6 білий пішак · g6 чорна тура · h6 чорний кінь · b5 чорний пішак · b4 чорний пішак · d4 чорний король · e4 білий пішак · f4 чорний слон · h4 біла тура · b3 білий пішак · d3 білий кінь · e3 чорний пішак · h3 білий ферзь · c2 білий король · f2 чорний пішак · h2 білий слон | b8 чорний кінь · d8 білий кінь · e8 біла тура · h7 білий слон · d6 білий пішак · g6 чорна тура · h6 чорний кінь · b5 чорний пішак · b4 чорний пішак · d4 чорний король · e4 білий пішак · f4 чорний слон · h4 біла тура · b3 білий пішак · d3 білий кінь · e3 чорний пішак · h3 білий ферзь · c2 білий король · f2 чорний пішак · h2 білий слон | b8 чорний кінь · d8 білий кінь · e8 біла тура · h7 білий слон · d6 білий пішак · g6 чорна тура · h6 чорний кінь · b5 чорний пішак · b4 чорний пішак · d4 чорний король · e4 білий пішак · f4 чорний слон · h4 біла тура · b3 білий пішак · d3 білий кінь · e3 чорний пішак · h3 білий ферзь · c2 білий король · f2 чорний пішак · h2 білий слон | 6 |
| 5 | b8 чорний кінь · d8 білий кінь · e8 біла тура · h7 білий слон · d6 білий пішак · g6 чорна тура · h6 чорний кінь · b5 чорний пішак · b4 чорний пішак · d4 чорний король · e4 білий пішак · f4 чорний слон · h4 біла тура · b3 білий пішак · d3 білий кінь · e3 чорний пішак · h3 білий ферзь · c2 білий король · f2 чорний пішак · h2 білий слон | b8 чорний кінь · d8 білий кінь · e8 біла тура · h7 білий слон · d6 білий пішак · g6 чорна тура · h6 чорний кінь · b5 чорний пішак · b4 чорний пішак · d4 чорний король · e4 білий пішак · f4 чорний слон · h4 біла тура · b3 білий пішак · d3 білий кінь · e3 чорний пішак · h3 білий ферзь · c2 білий король · f2 чорний пішак · h2 білий слон | b8 чорний кінь · d8 білий кінь · e8 біла тура · h7 білий слон · d6 білий пішак · g6 чорна тура · h6 чорний кінь · b5 чорний пішак · b4 чорний пішак · d4 чорний король · e4 білий пішак · f4 чорний слон · h4 біла тура · b3 білий пішак · d3 білий кінь · e3 чорний пішак · h3 білий ферзь · c2 білий король · f2 чорний пішак · h2 білий слон | b8 чорний кінь · d8 білий кінь · e8 біла тура · h7 білий слон · d6 білий пішак · g6 чорна тура · h6 чорний кінь · b5 чорний пішак · b4 чорний пішак · d4 чорний король · e4 білий пішак · f4 чорний слон · h4 біла тура · b3 білий пішак · d3 білий кінь · e3 чорний пішак · h3 білий ферзь · c2 білий король · f2 чорний пішак · h2 білий слон | b8 чорний кінь · d8 білий кінь · e8 біла тура · h7 білий слон · d6 білий пішак · g6 чорна тура · h6 чорний кінь · b5 чорний пішак · b4 чорний пішак · d4 чорний король · e4 білий пішак · f4 чорний слон · h4 біла тура · b3 білий пішак · d3 білий кінь · e3 чорний пішак · h3 білий ферзь · c2 білий король · f2 чорний пішак · h2 білий слон | b8 чорний кінь · d8 білий кінь · e8 біла тура · h7 білий слон · d6 білий пішак · g6 чорна тура · h6 чорний кінь · b5 чорний пішак · b4 чорний пішак · d4 чорний король · e4 білий пішак · f4 чорний слон · h4 біла тура · b3 білий пішак · d3 білий кінь · e3 чорний пішак · h3 білий ферзь · c2 білий король · f2 чорний пішак · h2 білий слон | b8 чорний кінь · d8 білий кінь · e8 біла тура · h7 білий слон · d6 білий пішак · g6 чорна тура · h6 чорний кінь · b5 чорний пішак · b4 чорний пішак · d4 чорний король · e4 білий пішак · f4 чорний слон · h4 біла тура · b3 білий пішак · d3 білий кінь · e3 чорний пішак · h3 білий ферзь · c2 білий король · f2 чорний пішак · h2 білий слон | b8 чорний кінь · d8 білий кінь · e8 біла тура · h7 білий слон · d6 білий пішак · g6 чорна тура · h6 чорний кінь · b5 чорний пішак · b4 чорний пішак · d4 чорний король · e4 білий пішак · f4 чорний слон · h4 біла тура · b3 білий пішак · d3 білий кінь · e3 чорний пішак · h3 білий ферзь · c2 білий король · f2 чорний пішак · h2 білий слон | 5 |
| 4 | b8 чорний кінь · d8 білий кінь · e8 біла тура · h7 білий слон · d6 білий пішак · g6 чорна тура · h6 чорний кінь · b5 чорний пішак · b4 чорний пішак · d4 чорний король · e4 білий пішак · f4 чорний слон · h4 біла тура · b3 білий пішак · d3 білий кінь · e3 чорний пішак · h3 білий ферзь · c2 білий король · f2 чорний пішак · h2 білий слон | b8 чорний кінь · d8 білий кінь · e8 біла тура · h7 білий слон · d6 білий пішак · g6 чорна тура · h6 чорний кінь · b5 чорний пішак · b4 чорний пішак · d4 чорний король · e4 білий пішак · f4 чорний слон · h4 біла тура · b3 білий пішак · d3 білий кінь · e3 чорний пішак · h3 білий ферзь · c2 білий король · f2 чорний пішак · h2 білий слон | b8 чорний кінь · d8 білий кінь · e8 біла тура · h7 білий слон · d6 білий пішак · g6 чорна тура · h6 чорний кінь · b5 чорний пішак · b4 чорний пішак · d4 чорний король · e4 білий пішак · f4 чорний слон · h4 біла тура · b3 білий пішак · d3 білий кінь · e3 чорний пішак · h3 білий ферзь · c2 білий король · f2 чорний пішак · h2 білий слон | b8 чорний кінь · d8 білий кінь · e8 біла тура · h7 білий слон · d6 білий пішак · g6 чорна тура · h6 чорний кінь · b5 чорний пішак · b4 чорний пішак · d4 чорний король · e4 білий пішак · f4 чорний слон · h4 біла тура · b3 білий пішак · d3 білий кінь · e3 чорний пішак · h3 білий ферзь · c2 білий король · f2 чорний пішак · h2 білий слон | b8 чорний кінь · d8 білий кінь · e8 біла тура · h7 білий слон · d6 білий пішак · g6 чорна тура · h6 чорний кінь · b5 чорний пішак · b4 чорний пішак · d4 чорний король · e4 білий пішак · f4 чорний слон · h4 біла тура · b3 білий пішак · d3 білий кінь · e3 чорний пішак · h3 білий ферзь · c2 білий король · f2 чорний пішак · h2 білий слон | b8 чорний кінь · d8 білий кінь · e8 біла тура · h7 білий слон · d6 білий пішак · g6 чорна тура · h6 чорний кінь · b5 чорний пішак · b4 чорний пішак · d4 чорний король · e4 білий пішак · f4 чорний слон · h4 біла тура · b3 білий пішак · d3 білий кінь · e3 чорний пішак · h3 білий ферзь · c2 білий король · f2 чорний пішак · h2 білий слон | b8 чорний кінь · d8 білий кінь · e8 біла тура · h7 білий слон · d6 білий пішак · g6 чорна тура · h6 чорний кінь · b5 чорний пішак · b4 чорний пішак · d4 чорний король · e4 білий пішак · f4 чорний слон · h4 біла тура · b3 білий пішак · d3 білий кінь · e3 чорний пішак · h3 білий ферзь · c2 білий король · f2 чорний пішак · h2 білий слон | b8 чорний кінь · d8 білий кінь · e8 біла тура · h7 білий слон · d6 білий пішак · g6 чорна тура · h6 чорний кінь · b5 чорний пішак · b4 чорний пішак · d4 чорний король · e4 білий пішак · f4 чорний слон · h4 біла тура · b3 білий пішак · d3 білий кінь · e3 чорний пішак · h3 білий ферзь · c2 білий король · f2 чорний пішак · h2 білий слон | 4 |
| 3 | b8 чорний кінь · d8 білий кінь · e8 біла тура · h7 білий слон · d6 білий пішак · g6 чорна тура · h6 чорний кінь · b5 чорний пішак · b4 чорний пішак · d4 чорний король · e4 білий пішак · f4 чорний слон · h4 біла тура · b3 білий пішак · d3 білий кінь · e3 чорний пішак · h3 білий ферзь · c2 білий король · f2 чорний пішак · h2 білий слон | b8 чорний кінь · d8 білий кінь · e8 біла тура · h7 білий слон · d6 білий пішак · g6 чорна тура · h6 чорний кінь · b5 чорний пішак · b4 чорний пішак · d4 чорний король · e4 білий пішак · f4 чорний слон · h4 біла тура · b3 білий пішак · d3 білий кінь · e3 чорний пішак · h3 білий ферзь · c2 білий король · f2 чорний пішак · h2 білий слон | b8 чорний кінь · d8 білий кінь · e8 біла тура · h7 білий слон · d6 білий пішак · g6 чорна тура · h6 чорний кінь · b5 чорний пішак · b4 чорний пішак · d4 чорний король · e4 білий пішак · f4 чорний слон · h4 біла тура · b3 білий пішак · d3 білий кінь · e3 чорний пішак · h3 білий ферзь · c2 білий король · f2 чорний пішак · h2 білий слон | b8 чорний кінь · d8 білий кінь · e8 біла тура · h7 білий слон · d6 білий пішак · g6 чорна тура · h6 чорний кінь · b5 чорний пішак · b4 чорний пішак · d4 чорний король · e4 білий пішак · f4 чорний слон · h4 біла тура · b3 білий пішак · d3 білий кінь · e3 чорний пішак · h3 білий ферзь · c2 білий король · f2 чорний пішак · h2 білий слон | b8 чорний кінь · d8 білий кінь · e8 біла тура · h7 білий слон · d6 білий пішак · g6 чорна тура · h6 чорний кінь · b5 чорний пішак · b4 чорний пішак · d4 чорний король · e4 білий пішак · f4 чорний слон · h4 біла тура · b3 білий пішак · d3 білий кінь · e3 чорний пішак · h3 білий ферзь · c2 білий король · f2 чорний пішак · h2 білий слон | b8 чорний кінь · d8 білий кінь · e8 біла тура · h7 білий слон · d6 білий пішак · g6 чорна тура · h6 чорний кінь · b5 чорний пішак · b4 чорний пішак · d4 чорний король · e4 білий пішак · f4 чорний слон · h4 біла тура · b3 білий пішак · d3 білий кінь · e3 чорний пішак · h3 білий ферзь · c2 білий король · f2 чорний пішак · h2 білий слон | b8 чорний кінь · d8 білий кінь · e8 біла тура · h7 білий слон · d6 білий пішак · g6 чорна тура · h6 чорний кінь · b5 чорний пішак · b4 чорний пішак · d4 чорний король · e4 білий пішак · f4 чорний слон · h4 біла тура · b3 білий пішак · d3 білий кінь · e3 чорний пішак · h3 білий ферзь · c2 білий король · f2 чорний пішак · h2 білий слон | b8 чорний кінь · d8 білий кінь · e8 біла тура · h7 білий слон · d6 білий пішак · g6 чорна тура · h6 чорний кінь · b5 чорний пішак · b4 чорний пішак · d4 чорний король · e4 білий пішак · f4 чорний слон · h4 біла тура · b3 білий пішак · d3 білий кінь · e3 чорний пішак · h3 білий ферзь · c2 білий король · f2 чорний пішак · h2 білий слон | 3 |
| 2 | b8 чорний кінь · d8 білий кінь · e8 біла тура · h7 білий слон · d6 білий пішак · g6 чорна тура · h6 чорний кінь · b5 чорний пішак · b4 чорний пішак · d4 чорний король · e4 білий пішак · f4 чорний слон · h4 біла тура · b3 білий пішак · d3 білий кінь · e3 чорний пішак · h3 білий ферзь · c2 білий король · f2 чорний пішак · h2 білий слон | b8 чорний кінь · d8 білий кінь · e8 біла тура · h7 білий слон · d6 білий пішак · g6 чорна тура · h6 чорний кінь · b5 чорний пішак · b4 чорний пішак · d4 чорний король · e4 білий пішак · f4 чорний слон · h4 біла тура · b3 білий пішак · d3 білий кінь · e3 чорний пішак · h3 білий ферзь · c2 білий король · f2 чорний пішак · h2 білий слон | b8 чорний кінь · d8 білий кінь · e8 біла тура · h7 білий слон · d6 білий пішак · g6 чорна тура · h6 чорний кінь · b5 чорний пішак · b4 чорний пішак · d4 чорний король · e4 білий пішак · f4 чорний слон · h4 біла тура · b3 білий пішак · d3 білий кінь · e3 чорний пішак · h3 білий ферзь · c2 білий король · f2 чорний пішак · h2 білий слон | b8 чорний кінь · d8 білий кінь · e8 біла тура · h7 білий слон · d6 білий пішак · g6 чорна тура · h6 чорний кінь · b5 чорний пішак · b4 чорний пішак · d4 чорний король · e4 білий пішак · f4 чорний слон · h4 біла тура · b3 білий пішак · d3 білий кінь · e3 чорний пішак · h3 білий ферзь · c2 білий король · f2 чорний пішак · h2 білий слон | b8 чорний кінь · d8 білий кінь · e8 біла тура · h7 білий слон · d6 білий пішак · g6 чорна тура · h6 чорний кінь · b5 чорний пішак · b4 чорний пішак · d4 чорний король · e4 білий пішак · f4 чорний слон · h4 біла тура · b3 білий пішак · d3 білий кінь · e3 чорний пішак · h3 білий ферзь · c2 білий король · f2 чорний пішак · h2 білий слон | b8 чорний кінь · d8 білий кінь · e8 біла тура · h7 білий слон · d6 білий пішак · g6 чорна тура · h6 чорний кінь · b5 чорний пішак · b4 чорний пішак · d4 чорний король · e4 білий пішак · f4 чорний слон · h4 біла тура · b3 білий пішак · d3 білий кінь · e3 чорний пішак · h3 білий ферзь · c2 білий король · f2 чорний пішак · h2 білий слон | b8 чорний кінь · d8 білий кінь · e8 біла тура · h7 білий слон · d6 білий пішак · g6 чорна тура · h6 чорний кінь · b5 чорний пішак · b4 чорний пішак · d4 чорний король · e4 білий пішак · f4 чорний слон · h4 біла тура · b3 білий пішак · d3 білий кінь · e3 чорний пішак · h3 білий ферзь · c2 білий король · f2 чорний пішак · h2 білий слон | b8 чорний кінь · d8 білий кінь · e8 біла тура · h7 білий слон · d6 білий пішак · g6 чорна тура · h6 чорний кінь · b5 чорний пішак · b4 чорний пішак · d4 чорний король · e4 білий пішак · f4 чорний слон · h4 біла тура · b3 білий пішак · d3 білий кінь · e3 чорний пішак · h3 білий ферзь · c2 білий король · f2 чорний пішак · h2 білий слон | 2 |
| 1 | b8 чорний кінь · d8 білий кінь · e8 біла тура · h7 білий слон · d6 білий пішак · g6 чорна тура · h6 чорний кінь · b5 чорний пішак · b4 чорний пішак · d4 чорний король · e4 білий пішак · f4 чорний слон · h4 біла тура · b3 білий пішак · d3 білий кінь · e3 чорний пішак · h3 білий ферзь · c2 білий король · f2 чорний пішак · h2 білий слон | b8 чорний кінь · d8 білий кінь · e8 біла тура · h7 білий слон · d6 білий пішак · g6 чорна тура · h6 чорний кінь · b5 чорний пішак · b4 чорний пішак · d4 чорний король · e4 білий пішак · f4 чорний слон · h4 біла тура · b3 білий пішак · d3 білий кінь · e3 чорний пішак · h3 білий ферзь · c2 білий король · f2 чорний пішак · h2 білий слон | b8 чорний кінь · d8 білий кінь · e8 біла тура · h7 білий слон · d6 білий пішак · g6 чорна тура · h6 чорний кінь · b5 чорний пішак · b4 чорний пішак · d4 чорний король · e4 білий пішак · f4 чорний слон · h4 біла тура · b3 білий пішак · d3 білий кінь · e3 чорний пішак · h3 білий ферзь · c2 білий король · f2 чорний пішак · h2 білий слон | b8 чорний кінь · d8 білий кінь · e8 біла тура · h7 білий слон · d6 білий пішак · g6 чорна тура · h6 чорний кінь · b5 чорний пішак · b4 чорний пішак · d4 чорний король · e4 білий пішак · f4 чорний слон · h4 біла тура · b3 білий пішак · d3 білий кінь · e3 чорний пішак · h3 білий ферзь · c2 білий король · f2 чорний пішак · h2 білий слон | b8 чорний кінь · d8 білий кінь · e8 біла тура · h7 білий слон · d6 білий пішак · g6 чорна тура · h6 чорний кінь · b5 чорний пішак · b4 чорний пішак · d4 чорний король · e4 білий пішак · f4 чорний слон · h4 біла тура · b3 білий пішак · d3 білий кінь · e3 чорний пішак · h3 білий ферзь · c2 білий король · f2 чорний пішак · h2 білий слон | b8 чорний кінь · d8 білий кінь · e8 біла тура · h7 білий слон · d6 білий пішак · g6 чорна тура · h6 чорний кінь · b5 чорний пішак · b4 чорний пішак · d4 чорний король · e4 білий пішак · f4 чорний слон · h4 біла тура · b3 білий пішак · d3 білий кінь · e3 чорний пішак · h3 білий ферзь · c2 білий король · f2 чорний пішак · h2 білий слон | b8 чорний кінь · d8 білий кінь · e8 біла тура · h7 білий слон · d6 білий пішак · g6 чорна тура · h6 чорний кінь · b5 чорний пішак · b4 чорний пішак · d4 чорний король · e4 білий пішак · f4 чорний слон · h4 біла тура · b3 білий пішак · d3 білий кінь · e3 чорний пішак · h3 білий ферзь · c2 білий король · f2 чорний пішак · h2 білий слон | b8 чорний кінь · d8 білий кінь · e8 біла тура · h7 білий слон · d6 білий пішак · g6 чорна тура · h6 чорний кінь · b5 чорний пішак · b4 чорний пішак · d4 чорний король · e4 білий пішак · f4 чорний слон · h4 біла тура · b3 білий пішак · d3 білий кінь · e3 чорний пішак · h3 білий ферзь · c2 білий король · f2 чорний пішак · h2 білий слон | 1 |
|   | a | b | c | d | e | f | g | h |   |

1. Dd7! ~ 2. Da7#
1. ... T:d6 2. Se6#
1. ... L:d6 2. Le5#

## Синтез з іншими темами
Захист Нітвельта легко синтезується з іншими темами.
|   | a | b | c | d | e | f | g | h |   |
| 8 | b7 чорний пішак · h7 чорний пішак · b6 білий пішак · h6 білий слон · c5 білий король · e5 чорний пішак · a4 білий ферзь · b4 білий пішак · e4 білий кінь · a3 білий пішак · b3 чорна тура · d3 білий пішак · b2 біла тура · c2 чорний слон · g2 білий кінь · a1 білий кінь · d1 чорний король · f1 білий слон · h1 чорний кінь | b7 чорний пішак · h7 чорний пішак · b6 білий пішак · h6 білий слон · c5 білий король · e5 чорний пішак · a4 білий ферзь · b4 білий пішак · e4 білий кінь · a3 білий пішак · b3 чорна тура · d3 білий пішак · b2 біла тура · c2 чорний слон · g2 білий кінь · a1 білий кінь · d1 чорний король · f1 білий слон · h1 чорний кінь | b7 чорний пішак · h7 чорний пішак · b6 білий пішак · h6 білий слон · c5 білий король · e5 чорний пішак · a4 білий ферзь · b4 білий пішак · e4 білий кінь · a3 білий пішак · b3 чорна тура · d3 білий пішак · b2 біла тура · c2 чорний слон · g2 білий кінь · a1 білий кінь · d1 чорний король · f1 білий слон · h1 чорний кінь | b7 чорний пішак · h7 чорний пішак · b6 білий пішак · h6 білий слон · c5 білий король · e5 чорний пішак · a4 білий ферзь · b4 білий пішак · e4 білий кінь · a3 білий пішак · b3 чорна тура · d3 білий пішак · b2 біла тура · c2 чорний слон · g2 білий кінь · a1 білий кінь · d1 чорний король · f1 білий слон · h1 чорний кінь | b7 чорний пішак · h7 чорний пішак · b6 білий пішак · h6 білий слон · c5 білий король · e5 чорний пішак · a4 білий ферзь · b4 білий пішак · e4 білий кінь · a3 білий пішак · b3 чорна тура · d3 білий пішак · b2 біла тура · c2 чорний слон · g2 білий кінь · a1 білий кінь · d1 чорний король · f1 білий слон · h1 чорний кінь | b7 чорний пішак · h7 чорний пішак · b6 білий пішак · h6 білий слон · c5 білий король · e5 чорний пішак · a4 білий ферзь · b4 білий пішак · e4 білий кінь · a3 білий пішак · b3 чорна тура · d3 білий пішак · b2 біла тура · c2 чорний слон · g2 білий кінь · a1 білий кінь · d1 чорний король · f1 білий слон · h1 чорний кінь | b7 чорний пішак · h7 чорний пішак · b6 білий пішак · h6 білий слон · c5 білий король · e5 чорний пішак · a4 білий ферзь · b4 білий пішак · e4 білий кінь · a3 білий пішак · b3 чорна тура · d3 білий пішак · b2 біла тура · c2 чорний слон · g2 білий кінь · a1 білий кінь · d1 чорний король · f1 білий слон · h1 чорний кінь | b7 чорний пішак · h7 чорний пішак · b6 білий пішак · h6 білий слон · c5 білий король · e5 чорний пішак · a4 білий ферзь · b4 білий пішак · e4 білий кінь · a3 білий пішак · b3 чорна тура · d3 білий пішак · b2 біла тура · c2 чорний слон · g2 білий кінь · a1 білий кінь · d1 чорний король · f1 білий слон · h1 чорний кінь | 8 |
| 7 | b7 чорний пішак · h7 чорний пішак · b6 білий пішак · h6 білий слон · c5 білий король · e5 чорний пішак · a4 білий ферзь · b4 білий пішак · e4 білий кінь · a3 білий пішак · b3 чорна тура · d3 білий пішак · b2 біла тура · c2 чорний слон · g2 білий кінь · a1 білий кінь · d1 чорний король · f1 білий слон · h1 чорний кінь | b7 чорний пішак · h7 чорний пішак · b6 білий пішак · h6 білий слон · c5 білий король · e5 чорний пішак · a4 білий ферзь · b4 білий пішак · e4 білий кінь · a3 білий пішак · b3 чорна тура · d3 білий пішак · b2 біла тура · c2 чорний слон · g2 білий кінь · a1 білий кінь · d1 чорний король · f1 білий слон · h1 чорний кінь | b7 чорний пішак · h7 чорний пішак · b6 білий пішак · h6 білий слон · c5 білий король · e5 чорний пішак · a4 білий ферзь · b4 білий пішак · e4 білий кінь · a3 білий пішак · b3 чорна тура · d3 білий пішак · b2 біла тура · c2 чорний слон · g2 білий кінь · a1 білий кінь · d1 чорний король · f1 білий слон · h1 чорний кінь | b7 чорний пішак · h7 чорний пішак · b6 білий пішак · h6 білий слон · c5 білий король · e5 чорний пішак · a4 білий ферзь · b4 білий пішак · e4 білий кінь · a3 білий пішак · b3 чорна тура · d3 білий пішак · b2 біла тура · c2 чорний слон · g2 білий кінь · a1 білий кінь · d1 чорний король · f1 білий слон · h1 чорний кінь | b7 чорний пішак · h7 чорний пішак · b6 білий пішак · h6 білий слон · c5 білий король · e5 чорний пішак · a4 білий ферзь · b4 білий пішак · e4 білий кінь · a3 білий пішак · b3 чорна тура · d3 білий пішак · b2 біла тура · c2 чорний слон · g2 білий кінь · a1 білий кінь · d1 чорний король · f1 білий слон · h1 чорний кінь | b7 чорний пішак · h7 чорний пішак · b6 білий пішак · h6 білий слон · c5 білий король · e5 чорний пішак · a4 білий ферзь · b4 білий пішак · e4 білий кінь · a3 білий пішак · b3 чорна тура · d3 білий пішак · b2 біла тура · c2 чорний слон · g2 білий кінь · a1 білий кінь · d1 чорний король · f1 білий слон · h1 чорний кінь | b7 чорний пішак · h7 чорний пішак · b6 білий пішак · h6 білий слон · c5 білий король · e5 чорний пішак · a4 білий ферзь · b4 білий пішак · e4 білий кінь · a3 білий пішак · b3 чорна тура · d3 білий пішак · b2 біла тура · c2 чорний слон · g2 білий кінь · a1 білий кінь · d1 чорний король · f1 білий слон · h1 чорний кінь | b7 чорний пішак · h7 чорний пішак · b6 білий пішак · h6 білий слон · c5 білий король · e5 чорний пішак · a4 білий ферзь · b4 білий пішак · e4 білий кінь · a3 білий пішак · b3 чорна тура · d3 білий пішак · b2 біла тура · c2 чорний слон · g2 білий кінь · a1 білий кінь · d1 чорний король · f1 білий слон · h1 чорний кінь | 7 |
| 6 | b7 чорний пішак · h7 чорний пішак · b6 білий пішак · h6 білий слон · c5 білий король · e5 чорний пішак · a4 білий ферзь · b4 білий пішак · e4 білий кінь · a3 білий пішак · b3 чорна тура · d3 білий пішак · b2 біла тура · c2 чорний слон · g2 білий кінь · a1 білий кінь · d1 чорний король · f1 білий слон · h1 чорний кінь | b7 чорний пішак · h7 чорний пішак · b6 білий пішак · h6 білий слон · c5 білий король · e5 чорний пішак · a4 білий ферзь · b4 білий пішак · e4 білий кінь · a3 білий пішак · b3 чорна тура · d3 білий пішак · b2 біла тура · c2 чорний слон · g2 білий кінь · a1 білий кінь · d1 чорний король · f1 білий слон · h1 чорний кінь | b7 чорний пішак · h7 чорний пішак · b6 білий пішак · h6 білий слон · c5 білий король · e5 чорний пішак · a4 білий ферзь · b4 білий пішак · e4 білий кінь · a3 білий пішак · b3 чорна тура · d3 білий пішак · b2 біла тура · c2 чорний слон · g2 білий кінь · a1 білий кінь · d1 чорний король · f1 білий слон · h1 чорний кінь | b7 чорний пішак · h7 чорний пішак · b6 білий пішак · h6 білий слон · c5 білий король · e5 чорний пішак · a4 білий ферзь · b4 білий пішак · e4 білий кінь · a3 білий пішак · b3 чорна тура · d3 білий пішак · b2 біла тура · c2 чорний слон · g2 білий кінь · a1 білий кінь · d1 чорний король · f1 білий слон · h1 чорний кінь | b7 чорний пішак · h7 чорний пішак · b6 білий пішак · h6 білий слон · c5 білий король · e5 чорний пішак · a4 білий ферзь · b4 білий пішак · e4 білий кінь · a3 білий пішак · b3 чорна тура · d3 білий пішак · b2 біла тура · c2 чорний слон · g2 білий кінь · a1 білий кінь · d1 чорний король · f1 білий слон · h1 чорний кінь | b7 чорний пішак · h7 чорний пішак · b6 білий пішак · h6 білий слон · c5 білий король · e5 чорний пішак · a4 білий ферзь · b4 білий пішак · e4 білий кінь · a3 білий пішак · b3 чорна тура · d3 білий пішак · b2 біла тура · c2 чорний слон · g2 білий кінь · a1 білий кінь · d1 чорний король · f1 білий слон · h1 чорний кінь | b7 чорний пішак · h7 чорний пішак · b6 білий пішак · h6 білий слон · c5 білий король · e5 чорний пішак · a4 білий ферзь · b4 білий пішак · e4 білий кінь · a3 білий пішак · b3 чорна тура · d3 білий пішак · b2 біла тура · c2 чорний слон · g2 білий кінь · a1 білий кінь · d1 чорний король · f1 білий слон · h1 чорний кінь | b7 чорний пішак · h7 чорний пішак · b6 білий пішак · h6 білий слон · c5 білий король · e5 чорний пішак · a4 білий ферзь · b4 білий пішак · e4 білий кінь · a3 білий пішак · b3 чорна тура · d3 білий пішак · b2 біла тура · c2 чорний слон · g2 білий кінь · a1 білий кінь · d1 чорний король · f1 білий слон · h1 чорний кінь | 6 |
| 5 | b7 чорний пішак · h7 чорний пішак · b6 білий пішак · h6 білий слон · c5 білий король · e5 чорний пішак · a4 білий ферзь · b4 білий пішак · e4 білий кінь · a3 білий пішак · b3 чорна тура · d3 білий пішак · b2 біла тура · c2 чорний слон · g2 білий кінь · a1 білий кінь · d1 чорний король · f1 білий слон · h1 чорний кінь | b7 чорний пішак · h7 чорний пішак · b6 білий пішак · h6 білий слон · c5 білий король · e5 чорний пішак · a4 білий ферзь · b4 білий пішак · e4 білий кінь · a3 білий пішак · b3 чорна тура · d3 білий пішак · b2 біла тура · c2 чорний слон · g2 білий кінь · a1 білий кінь · d1 чорний король · f1 білий слон · h1 чорний кінь | b7 чорний пішак · h7 чорний пішак · b6 білий пішак · h6 білий слон · c5 білий король · e5 чорний пішак · a4 білий ферзь · b4 білий пішак · e4 білий кінь · a3 білий пішак · b3 чорна тура · d3 білий пішак · b2 біла тура · c2 чорний слон · g2 білий кінь · a1 білий кінь · d1 чорний король · f1 білий слон · h1 чорний кінь | b7 чорний пішак · h7 чорний пішак · b6 білий пішак · h6 білий слон · c5 білий король · e5 чорний пішак · a4 білий ферзь · b4 білий пішак · e4 білий кінь · a3 білий пішак · b3 чорна тура · d3 білий пішак · b2 біла тура · c2 чорний слон · g2 білий кінь · a1 білий кінь · d1 чорний король · f1 білий слон · h1 чорний кінь | b7 чорний пішак · h7 чорний пішак · b6 білий пішак · h6 білий слон · c5 білий король · e5 чорний пішак · a4 білий ферзь · b4 білий пішак · e4 білий кінь · a3 білий пішак · b3 чорна тура · d3 білий пішак · b2 біла тура · c2 чорний слон · g2 білий кінь · a1 білий кінь · d1 чорний король · f1 білий слон · h1 чорний кінь | b7 чорний пішак · h7 чорний пішак · b6 білий пішак · h6 білий слон · c5 білий король · e5 чорний пішак · a4 білий ферзь · b4 білий пішак · e4 білий кінь · a3 білий пішак · b3 чорна тура · d3 білий пішак · b2 біла тура · c2 чорний слон · g2 білий кінь · a1 білий кінь · d1 чорний король · f1 білий слон · h1 чорний кінь | b7 чорний пішак · h7 чорний пішак · b6 білий пішак · h6 білий слон · c5 білий король · e5 чорний пішак · a4 білий ферзь · b4 білий пішак · e4 білий кінь · a3 білий пішак · b3 чорна тура · d3 білий пішак · b2 біла тура · c2 чорний слон · g2 білий кінь · a1 білий кінь · d1 чорний король · f1 білий слон · h1 чорний кінь | b7 чорний пішак · h7 чорний пішак · b6 білий пішак · h6 білий слон · c5 білий король · e5 чорний пішак · a4 білий ферзь · b4 білий пішак · e4 білий кінь · a3 білий пішак · b3 чорна тура · d3 білий пішак · b2 біла тура · c2 чорний слон · g2 білий кінь · a1 білий кінь · d1 чорний король · f1 білий слон · h1 чорний кінь | 5 |
| 4 | b7 чорний пішак · h7 чорний пішак · b6 білий пішак · h6 білий слон · c5 білий король · e5 чорний пішак · a4 білий ферзь · b4 білий пішак · e4 білий кінь · a3 білий пішак · b3 чорна тура · d3 білий пішак · b2 біла тура · c2 чорний слон · g2 білий кінь · a1 білий кінь · d1 чорний король · f1 білий слон · h1 чорний кінь | b7 чорний пішак · h7 чорний пішак · b6 білий пішак · h6 білий слон · c5 білий король · e5 чорний пішак · a4 білий ферзь · b4 білий пішак · e4 білий кінь · a3 білий пішак · b3 чорна тура · d3 білий пішак · b2 біла тура · c2 чорний слон · g2 білий кінь · a1 білий кінь · d1 чорний король · f1 білий слон · h1 чорний кінь | b7 чорний пішак · h7 чорний пішак · b6 білий пішак · h6 білий слон · c5 білий король · e5 чорний пішак · a4 білий ферзь · b4 білий пішак · e4 білий кінь · a3 білий пішак · b3 чорна тура · d3 білий пішак · b2 біла тура · c2 чорний слон · g2 білий кінь · a1 білий кінь · d1 чорний король · f1 білий слон · h1 чорний кінь | b7 чорний пішак · h7 чорний пішак · b6 білий пішак · h6 білий слон · c5 білий король · e5 чорний пішак · a4 білий ферзь · b4 білий пішак · e4 білий кінь · a3 білий пішак · b3 чорна тура · d3 білий пішак · b2 біла тура · c2 чорний слон · g2 білий кінь · a1 білий кінь · d1 чорний король · f1 білий слон · h1 чорний кінь | b7 чорний пішак · h7 чорний пішак · b6 білий пішак · h6 білий слон · c5 білий король · e5 чорний пішак · a4 білий ферзь · b4 білий пішак · e4 білий кінь · a3 білий пішак · b3 чорна тура · d3 білий пішак · b2 біла тура · c2 чорний слон · g2 білий кінь · a1 білий кінь · d1 чорний король · f1 білий слон · h1 чорний кінь | b7 чорний пішак · h7 чорний пішак · b6 білий пішак · h6 білий слон · c5 білий король · e5 чорний пішак · a4 білий ферзь · b4 білий пішак · e4 білий кінь · a3 білий пішак · b3 чорна тура · d3 білий пішак · b2 біла тура · c2 чорний слон · g2 білий кінь · a1 білий кінь · d1 чорний король · f1 білий слон · h1 чорний кінь | b7 чорний пішак · h7 чорний пішак · b6 білий пішак · h6 білий слон · c5 білий король · e5 чорний пішак · a4 білий ферзь · b4 білий пішак · e4 білий кінь · a3 білий пішак · b3 чорна тура · d3 білий пішак · b2 біла тура · c2 чорний слон · g2 білий кінь · a1 білий кінь · d1 чорний король · f1 білий слон · h1 чорний кінь | b7 чорний пішак · h7 чорний пішак · b6 білий пішак · h6 білий слон · c5 білий король · e5 чорний пішак · a4 білий ферзь · b4 білий пішак · e4 білий кінь · a3 білий пішак · b3 чорна тура · d3 білий пішак · b2 біла тура · c2 чорний слон · g2 білий кінь · a1 білий кінь · d1 чорний король · f1 білий слон · h1 чорний кінь | 4 |
| 3 | b7 чорний пішак · h7 чорний пішак · b6 білий пішак · h6 білий слон · c5 білий король · e5 чорний пішак · a4 білий ферзь · b4 білий пішак · e4 білий кінь · a3 білий пішак · b3 чорна тура · d3 білий пішак · b2 біла тура · c2 чорний слон · g2 білий кінь · a1 білий кінь · d1 чорний король · f1 білий слон · h1 чорний кінь | b7 чорний пішак · h7 чорний пішак · b6 білий пішак · h6 білий слон · c5 білий король · e5 чорний пішак · a4 білий ферзь · b4 білий пішак · e4 білий кінь · a3 білий пішак · b3 чорна тура · d3 білий пішак · b2 біла тура · c2 чорний слон · g2 білий кінь · a1 білий кінь · d1 чорний король · f1 білий слон · h1 чорний кінь | b7 чорний пішак · h7 чорний пішак · b6 білий пішак · h6 білий слон · c5 білий король · e5 чорний пішак · a4 білий ферзь · b4 білий пішак · e4 білий кінь · a3 білий пішак · b3 чорна тура · d3 білий пішак · b2 біла тура · c2 чорний слон · g2 білий кінь · a1 білий кінь · d1 чорний король · f1 білий слон · h1 чорний кінь | b7 чорний пішак · h7 чорний пішак · b6 білий пішак · h6 білий слон · c5 білий король · e5 чорний пішак · a4 білий ферзь · b4 білий пішак · e4 білий кінь · a3 білий пішак · b3 чорна тура · d3 білий пішак · b2 біла тура · c2 чорний слон · g2 білий кінь · a1 білий кінь · d1 чорний король · f1 білий слон · h1 чорний кінь | b7 чорний пішак · h7 чорний пішак · b6 білий пішак · h6 білий слон · c5 білий король · e5 чорний пішак · a4 білий ферзь · b4 білий пішак · e4 білий кінь · a3 білий пішак · b3 чорна тура · d3 білий пішак · b2 біла тура · c2 чорний слон · g2 білий кінь · a1 білий кінь · d1 чорний король · f1 білий слон · h1 чорний кінь | b7 чорний пішак · h7 чорний пішак · b6 білий пішак · h6 білий слон · c5 білий король · e5 чорний пішак · a4 білий ферзь · b4 білий пішак · e4 білий кінь · a3 білий пішак · b3 чорна тура · d3 білий пішак · b2 біла тура · c2 чорний слон · g2 білий кінь · a1 білий кінь · d1 чорний король · f1 білий слон · h1 чорний кінь | b7 чорний пішак · h7 чорний пішак · b6 білий пішак · h6 білий слон · c5 білий король · e5 чорний пішак · a4 білий ферзь · b4 білий пішак · e4 білий кінь · a3 білий пішак · b3 чорна тура · d3 білий пішак · b2 біла тура · c2 чорний слон · g2 білий кінь · a1 білий кінь · d1 чорний король · f1 білий слон · h1 чорний кінь | b7 чорний пішак · h7 чорний пішак · b6 білий пішак · h6 білий слон · c5 білий король · e5 чорний пішак · a4 білий ферзь · b4 білий пішак · e4 білий кінь · a3 білий пішак · b3 чорна тура · d3 білий пішак · b2 біла тура · c2 чорний слон · g2 білий кінь · a1 білий кінь · d1 чорний король · f1 білий слон · h1 чорний кінь | 3 |
| 2 | b7 чорний пішак · h7 чорний пішак · b6 білий пішак · h6 білий слон · c5 білий король · e5 чорний пішак · a4 білий ферзь · b4 білий пішак · e4 білий кінь · a3 білий пішак · b3 чорна тура · d3 білий пішак · b2 біла тура · c2 чорний слон · g2 білий кінь · a1 білий кінь · d1 чорний король · f1 білий слон · h1 чорний кінь | b7 чорний пішак · h7 чорний пішак · b6 білий пішак · h6 білий слон · c5 білий король · e5 чорний пішак · a4 білий ферзь · b4 білий пішак · e4 білий кінь · a3 білий пішак · b3 чорна тура · d3 білий пішак · b2 біла тура · c2 чорний слон · g2 білий кінь · a1 білий кінь · d1 чорний король · f1 білий слон · h1 чорний кінь | b7 чорний пішак · h7 чорний пішак · b6 білий пішак · h6 білий слон · c5 білий король · e5 чорний пішак · a4 білий ферзь · b4 білий пішак · e4 білий кінь · a3 білий пішак · b3 чорна тура · d3 білий пішак · b2 біла тура · c2 чорний слон · g2 білий кінь · a1 білий кінь · d1 чорний король · f1 білий слон · h1 чорний кінь | b7 чорний пішак · h7 чорний пішак · b6 білий пішак · h6 білий слон · c5 білий король · e5 чорний пішак · a4 білий ферзь · b4 білий пішак · e4 білий кінь · a3 білий пішак · b3 чорна тура · d3 білий пішак · b2 біла тура · c2 чорний слон · g2 білий кінь · a1 білий кінь · d1 чорний король · f1 білий слон · h1 чорний кінь | b7 чорний пішак · h7 чорний пішак · b6 білий пішак · h6 білий слон · c5 білий король · e5 чорний пішак · a4 білий ферзь · b4 білий пішак · e4 білий кінь · a3 білий пішак · b3 чорна тура · d3 білий пішак · b2 біла тура · c2 чорний слон · g2 білий кінь · a1 білий кінь · d1 чорний король · f1 білий слон · h1 чорний кінь | b7 чорний пішак · h7 чорний пішак · b6 білий пішак · h6 білий слон · c5 білий король · e5 чорний пішак · a4 білий ферзь · b4 білий пішак · e4 білий кінь · a3 білий пішак · b3 чорна тура · d3 білий пішак · b2 біла тура · c2 чорний слон · g2 білий кінь · a1 білий кінь · d1 чорний король · f1 білий слон · h1 чорний кінь | b7 чорний пішак · h7 чорний пішак · b6 білий пішак · h6 білий слон · c5 білий король · e5 чорний пішак · a4 білий ферзь · b4 білий пішак · e4 білий кінь · a3 білий пішак · b3 чорна тура · d3 білий пішак · b2 біла тура · c2 чорний слон · g2 білий кінь · a1 білий кінь · d1 чорний король · f1 білий слон · h1 чорний кінь | b7 чорний пішак · h7 чорний пішак · b6 білий пішак · h6 білий слон · c5 білий король · e5 чорний пішак · a4 білий ферзь · b4 білий пішак · e4 білий кінь · a3 білий пішак · b3 чорна тура · d3 білий пішак · b2 біла тура · c2 чорний слон · g2 білий кінь · a1 білий кінь · d1 чорний король · f1 білий слон · h1 чорний кінь | 2 |
| 1 | b7 чорний пішак · h7 чорний пішак · b6 білий пішак · h6 білий слон · c5 білий король · e5 чорний пішак · a4 білий ферзь · b4 білий пішак · e4 білий кінь · a3 білий пішак · b3 чорна тура · d3 білий пішак · b2 біла тура · c2 чорний слон · g2 білий кінь · a1 білий кінь · d1 чорний король · f1 білий слон · h1 чорний кінь | b7 чорний пішак · h7 чорний пішак · b6 білий пішак · h6 білий слон · c5 білий король · e5 чорний пішак · a4 білий ферзь · b4 білий пішак · e4 білий кінь · a3 білий пішак · b3 чорна тура · d3 білий пішак · b2 біла тура · c2 чорний слон · g2 білий кінь · a1 білий кінь · d1 чорний король · f1 білий слон · h1 чорний кінь | b7 чорний пішак · h7 чорний пішак · b6 білий пішак · h6 білий слон · c5 білий король · e5 чорний пішак · a4 білий ферзь · b4 білий пішак · e4 білий кінь · a3 білий пішак · b3 чорна тура · d3 білий пішак · b2 біла тура · c2 чорний слон · g2 білий кінь · a1 білий кінь · d1 чорний король · f1 білий слон · h1 чорний кінь | b7 чорний пішак · h7 чорний пішак · b6 білий пішак · h6 білий слон · c5 білий король · e5 чорний пішак · a4 білий ферзь · b4 білий пішак · e4 білий кінь · a3 білий пішак · b3 чорна тура · d3 білий пішак · b2 біла тура · c2 чорний слон · g2 білий кінь · a1 білий кінь · d1 чорний король · f1 білий слон · h1 чорний кінь | b7 чорний пішак · h7 чорний пішак · b6 білий пішак · h6 білий слон · c5 білий король · e5 чорний пішак · a4 білий ферзь · b4 білий пішак · e4 білий кінь · a3 білий пішак · b3 чорна тура · d3 білий пішак · b2 біла тура · c2 чорний слон · g2 білий кінь · a1 білий кінь · d1 чорний король · f1 білий слон · h1 чорний кінь | b7 чорний пішак · h7 чорний пішак · b6 білий пішак · h6 білий слон · c5 білий король · e5 чорний пішак · a4 білий ферзь · b4 білий пішак · e4 білий кінь · a3 білий пішак · b3 чорна тура · d3 білий пішак · b2 біла тура · c2 чорний слон · g2 білий кінь · a1 білий кінь · d1 чорний король · f1 білий слон · h1 чорний кінь | b7 чорний пішак · h7 чорний пішак · b6 білий пішак · h6 білий слон · c5 білий король · e5 чорний пішак · a4 білий ферзь · b4 білий пішак · e4 білий кінь · a3 білий пішак · b3 чорна тура · d3 білий пішак · b2 біла тура · c2 чорний слон · g2 білий кінь · a1 білий кінь · d1 чорний король · f1 білий слон · h1 чорний кінь | b7 чорний пішак · h7 чорний пішак · b6 білий пішак · h6 білий слон · c5 білий король · e5 чорний пішак · a4 білий ферзь · b4 білий пішак · e4 білий кінь · a3 білий пішак · b3 чорна тура · d3 білий пішак · b2 біла тура · c2 чорний слон · g2 білий кінь · a1 білий кінь · d1 чорний король · f1 білий слон · h1 чорний кінь | 1 |
|   | a | b | c | d | e | f | g | h |   |

1. ... Td3 2. Tb1#
1. ... Ld3     2. Sc3#
1. Dd7! ~ 2. Dg4#
1. ... Td3 2. Sc3 #
1. ... Ld3 2. Le2#
- — - — - — -
1. ... Sg3 2. Sf2#
На тлі простої переміни матів проходить захист Нітвельта.